# Velký Borek
Velký Borek é uma comuna checa localizada na região da Boêmia Central, distrito de Mělník.